# (7741) Fedoseev
(7741) Fedoseev est un astéroïde de la ceinture principale.

## Description
(7741) Fedoseev est un astéroïde de la ceinture principale. Il fut découvert le 1er septembre 1983 à Naoutchnyï par Lioudmila Karatchkina. Il présente une orbite caractérisée par un demi-grand axe de 2,37 UA, une excentricité de 0,19 et une inclinaison de 13,9° par rapport à l'écliptique.

## Compléments